# カラカスFC
カラカス・フトボル・クルブ（スペイン語: Caracas Fútbol Club）は、ベネズエラの首都カラカスを本拠地とするサッカークラブチーム。プリメーラ・ディビシオンでは史上最多の12度の優勝回数を誇る。

## 歴史
1967年、ホセ・ベラスカーサやホルヘ・クベドゥなどのグループがヤマハFC(Yamaha FC)という名前で現在のカラカスFCとなるクラブを創立した。アマチュアチームとしてミランダ州のサッカー協会に登録し、当初は自由時間の有効活用する程度のクラブであったが、アマチュアリーグで成功を収め、1984年にはカラカス＝ヤマハFCに名称を変更すると、セグンダ・ディビシオン（2部）への参加を認められた。
プロとしての初年度にリーグ戦を制し、プリメーラ・ディビシオン（1部）昇格の権利を得た。トップリーグ1年目は降格をなんとか回避し、1986年シーズンは降格の不安もなく、まずまずのシーズンを過ごした。RCTVがクラブの所有権を得てヤマハとの共同所有となり、現行のカラカスFCに改名した。
マヌエル・プラセンシア監督とルイス・メンドーサ監督の指揮下で1987年シーズンは過去最高の成績を残した。前後期終了後には上位8クラブによるセリエ・スダメリカーナに出場し、そこで上位2クラブに残ればコパ・リベルタドーレス予選出場権を獲得できたが、最終節でライバルのデポルティーボ・タチラに敗れ、惜しくも国際大会出場権を逃した。リーガ・ベネゾラーナは1988年にリーグ戦方式の改革が行われ、それまでの春秋制からヨーロッパの主要リーグと同じ秋春制に移行した。1988-89シーズンは順調な滑り出しを見せ、コパ・デ・ベネスエラでも勝ち上がったが、シーズン後半戦には出場停止者や負傷者が続出し、ほとんどチーム崩壊の状態に陥った。しかし、クラブの所有者であるギジェルモ・バレンティネルを中心としたCocodrilos Sports Organizationがクラブを救った。
1989-90シーズンはリーグ戦で4位となった。2年後の1991-92シーズンはプラセンシア監督の下でクラブ史上初のリーグ優勝を果たした。1993-94シーズンはペドロ・フェブレス監督の下で2度目のリーグ優勝を遂げ、不成功に終わった1994-95シーズンを経て、プラセンシア監督が復帰した1995-96シーズンには再びリーグ王者に返り咲いた。歴史的にコパ・デ・ベネスエラは不安定で魅力に乏しい大会であったが、1994年と1995年には同大会で2連覇を飾った。また、1995年にはコパ・リベルタドーレスで初めて決勝トーナメントに進出した。その後は4年連続で無冠に終わったが、カルロス・モレノ監督の下で5度目のリーグタイトルを獲得した。
1999年のコパ・メルコノルテでは準決勝に到達し、国際大会での最高成績を記録した。2000年には37歳のノエル・サンビセンテ監督が就任し、彼の下で2002-03シーズン、2003-04シーズン、2005-06シーズン、2006-07シーズン、2008-09シーズンと5度のリーグ優勝を果たした。2007年のコパ・リベルタドーレスではグループリーグを2位で突破したが、決勝トーナメント1回戦でブラジルのサントスFCに敗れた。2009年の同大会では過去最高のベスト8となった。2010年にはサンビセンテが退任してセフェリーノ・ベンコーモ監督が就任し、優勝決定戦（2試合制）でライバルのデポルティーボ・タチラを破って11度目のリーグ優勝を飾った。

## ユニフォーム
クラブカラ―は赤と白と黒である。ホームユニフォームは、黒色のラインが入った赤色のシャツ、黒色のパンツ、黒色のソックスである。アウェーユニフォームは、赤色のラインが入った白色のシャツ、赤色のラインが入った白色のパンツ、白色のソックスである。サードユニフォームは、赤色のラインが入った黒色のシャツ、赤色のラインが入った黒色のパンツ、黒色のソックスである。

## スタジアム

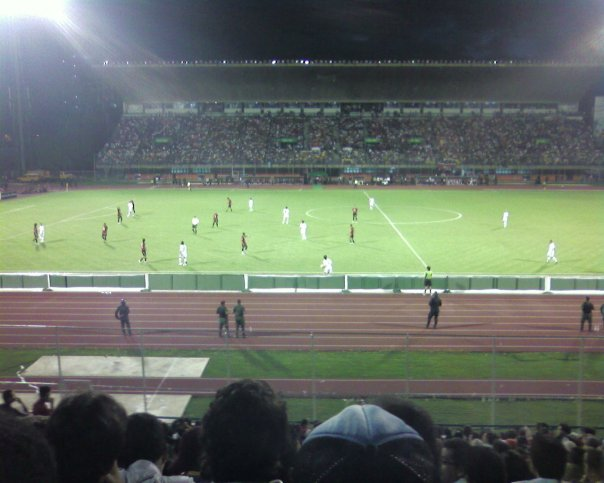
エスタディオ・オリンピコ・デ・ラUCV（2008-09シーズン）

2006-07シーズン以来、通常のホームゲームはココドリロス・スポーツパークで開催する。ココドリロスは最大で3,500人を収容できるが、将来的には6,000人収容に、さらに遠い未来には15,000人収容に拡張する計画がある。フィールドには人工芝が張られている。多くの観客を期待できる国内リーグ戦や国際試合などは、エスタディオ・ブリヒド・イリアルテで開催する。ブリヒド・イリアルテは同じくカラカスに本拠地を置くデポルティーボ・イタリアも使用している。公式には12,000人収容と発表されているが、ライバルのデポルティーボ・タチラ戦やサンパウロFC戦などで20,000人の観客を集めたことがある。近年は30,000人収容のエスタディオ・オリンピコ・デ・ラUCVでも試合を開催する。コパ・リベルタドーレスの試合は優先してオリンピコ・デ・ラUCVを使用し、重要な国内リーグ戦も同様である。ココドリロスの拡張・再設計工事の関係で、2007-08シーズン以来、オリンピコ・デ・ラUCVは暫定的なホームグラウンドとして使用されている。

## タイトル

### 国内タイトル
- リーガFUTVE:12回

1991-92, 1993-94, 1994-95, 1996-97, 2000-01, 2002-03, 2003-04, 2005-06, 2006-07, 2008-09, 2009-10, 2019
- セグンダ・ディビシオン:1回

1984
- コパ・デ・ベネスエラ:6回

1988, 1994, 1995, 2000, 2009, 2013

## 過去の成績
| シーズン  | 試合数 | 勝 | 分 | 敗 | 得点 | 失点 | 勝ち点 | 順位 |
| --------- | ------ | -- | -- | -- | ---- | ---- | ------ | ---- |
| 1985      | 18     | 2  | 7  | 9  | 11   | 23   | 11     | 9位  |
| 1986      | 20     | 5  | 5  | 10 | 21   | 23   | 15     | 6位  |
| 1986-87   | 38     | 11 | 16 | 11 | 29   | 31   | 38     | 4位  |
| 1987-88   | 40     | 20 | 8  | 12 | 56   | 42   | 48     | 3位  |
| 1988-89   | 30     | 11 | 10 | 9  | 51   | 39   | 32     | 8位  |
| 1989-90   | 30     | 13 | 10 | 7  | 38   | 33   | 36     | 5位  |
| 1990-91   | 30     | 11 | 11 | 8  | 36   | 34   | 33     | 6位  |
| 1991-92   | 30     | 17 | 9  | 4  | 59   | 25   | 43     | 1位  |
| 1992-93   | 30     | 18 | 4  | 8  | 52   | 35   | 43     | 3位  |
| 1993-94   | 30     | 15 | 11 | 4  | 43   | 24   | 41     | 1位  |
| 1994-95   | 34     | 21 | 6  | 7  | 51   | 29   | 61     | 1位  |
| 1995-96   | 20     | 9  | 6  | 5  | 37   | 28   | 33     | 3位  |
| 1996-97   | 42     | 24 | 8  | 10 | 72   | 39   | 78     | 1位  |
| 1997-98   | 44     | 20 | 9  | 15 | 68   | 57   | 69     | 5位  |
| 1998-99   | 40     | 14 | 13 | 13 | 50   | 46   | 55     | 5位  |
| 1999-2000 | 50     | 21 | 18 | 11 | 84   | 60   | 81     | 4位  |
| 2000-01   | 18     | 10 | 5  | 3  | 34   | 15   | 35     | 1位  |
| 2001-02   | 36     | 13 | 11 | 12 | 67   | 41   | 50     | 5位  |
| 2002-03   | 36     | 16 | 13 | 7  | 55   | 32   | 61     | 1位  |
| 2003-04   | 36     | 23 | 9  | 4  | 70   | 25   | 78     | 1位  |
| 2004-05   | 36     | 18 | 11 | 7  | 51   | 33   | 65     | 2位  |
| 2005-06   | 38     | 18 | 10 | 10 | 61   | 40   | 64     | 1位  |
| 2006-07   | 38     | 19 | 15 | 4  | 53   | 28   | 72     | 1位  |
| 2007-08   | 36     | 20 | 15 | 1  | 66   | 30   | 75     | 2位  |
| 2008-09   | 36     | 21 | 8  | 7  | 67   | 36   | 71     | 1位  |
| 2009-10   | 36     | 23 | 7  | 6  | 71   | 31   | 76     | 1位  |
| 2010-11   | 34     | 23 | 4  | 7  | 56   | 27   | 73     | 3位  |
| 2011-12   | 34     | 19 | 7  | 8  | 50   | 33   | 64     | 2位  |
| 2012-13   | 34     | 19 | 11 | 4  | 48   | 25   | 68     | 3位  |
| 2013-14   | 34     | 16 | 14 | 4  | 55   | 33   | 62     | 4位  |
| 2014-15   | 34     | 21 | 7  | 6  | 56   | 27   | 70     | 3位  |
| 2015      | 19     | 7  | 10 | 2  | 23   | 10   | 31     | 7位  |
| 2016      | 38     | 15 | 16 | 7  | 59   | 34   | 61     | 4位  |
| 2017      | 34     | 15 | 8  | 11 | 48   | 39   | 53     | 7位  |
| 2018      | 34     | 17 | 7  | 10 | 44   | 32   | 58     | 2位  |
| 2019      | 37     | 18 | 12 | 7  | 56   | 30   | 26     | 1位  |
| 2020      | 14     | 9  | 3  | 2  | 25   | 9    | 30     | 4位  |
| 2021      | 35     | 19 | 10 | 6  | 70   | 33   | 67     | 2位  |
| 2022      | 36     | 11 | 14 | 11 | 32   | 36   | 36     | 11位 |

### カップ戦
- コパ・リベルタドーレス: 16回出場

1993: グループステージ敗退
1995: ベスト16
1996: グループステージ敗退
1998: 予選敗退
2001: 予選敗退
2002: 予選敗退
2004: グループステージ敗退
2005: グループステージ敗退
2006: グループステージ敗退
2007: ベスト16
2008: グループステージ敗退
2009: ベスト8
2010: グループステージ敗退
2011: グループステージ敗退
2012: 1回戦敗退
2013: グループステージ敗退
- コパ・スダメリカーナ: 2回出場

2010: 2回戦敗退
- コパ・メルコノルテ: 2回出場

1998: グループリーグ敗退
1999: ベスト4
- コパCONMEBOL: 1回出場

1993: ベスト8

## 現所属メンバー
2022年3月6日現在
注：選手の国籍表記はFIFAの定めた代表資格ルールに基づく。
| No. | Pos. |            | 選手名                     |
| --- | ---- | ---------- | -------------------------- |
| 1   | GK   | ベネズエラ | アライン・バロハ           |
| 2   | DF   | ベネズエラ | エドゥアルド・フェレイラ   |
| 3   | DF   | ベネズエラ | ロスメル・ビジャヌエバ     |
| 4   | DF   | ベネズエラ | ディエゴ・オシオ           |
| 6   | DF   | ベネズエラ | ルベルト・キハダ           |
| 7   | FW   | ベネズエラ | ミゲル・セリス             |
| 8   | MF   | ベネズエラ | エドソン・カスティージョ   |
| 9   | FW   | ベナン     | サムソン・アキニョーラ     |
| 10  | FW   | ベネズエラ | アルベルト・サンブラーノ   |
| 11  | MF   | ベネズエラ | ルイス・ラミレス           |
| 12  | GK   | ベネズエラ | クリスティアン・フローレス |
| 13  | DF   | ベネズエラ | カルロス・リベロ           |
| 14  | DF   | ベネズエラ | サンドロ・ノタロベルト     |

| No. | Pos. |              | 選手名                       |
| --- | ---- | ------------ | ---------------------------- |
| 15  | MF   | ナイジェリア | アデ・オグンス               |
| 16  | FW   | ベネズエラ   | サウール・グアリラパ         |
| 17  | MF   | ベネズエラ   | カルロス・スアレス           |
| 18  | FW   | エクアドル   | デニルソン・オバンド         |
| 19  | FW   | ベネズエラ   | フェルナンド・アリステギエタ |
| 21  | MF   | ベネズエラ   | ビセンテ・ロドリゲス         |
| 22  | MF   | ベネズエラ   | マヌエル・スルバラン         |
| 23  | GK   | ベネズエラ   | ウィルベルト・エルナンデス   |
| 26  | DF   | ベネズエラ   | マイケル・リバス             |
| 27  | DF   | ベネズエラ   | フリオ・ダ・シルバ           |
| 28  | FW   | ベネズエラ   | エンマヌエル・モレノ         |
| 29  | DF   | ベネズエラ   | レネ・リバス                 |
| 88  | DF   | ベネズエラ   | ダニエル・リビージョ         |

## 歴代監督
- マヌエル・プラセンシア (1993-1997)
- ルイス・メンドーサ
- ペドロ・フェブレス
- カルロス・モレノ
- ヴァルデイル・ヴィエイラ 1987-1988
- ノエル・サンビセンテ (1998-2010)
- セフェリーノ・ベンコーモ (2010-2013)
- エドゥアルド・サラーゴ (2013-2017)
- ノエル・サンビセンテ (2018-2021)
- フランチェスコ・スティーファノ (2021-2022)
- レオナルド・ゴンサレス (2022-2024)
- フェルナンド・アリステギエタ (2024-)

## 歴代所属選手

### GK
- ハビエル・トージョ
- ヨナタン・ユスティス 2012-2016

### DF
- アンドレス・ローガ
- エデル・ペレス
- レオネル・ビエルマ
- オスワルド・ビスカロンド  2002-2008
- ホセ・レイ 1996-1999, 2000-2002, 2004, 2005, 2006-2010
- ルイス・バジェニージャ
- ダビド・マッキントッシュ

### MF
- フアン・アランゴ 1999-2000
- セサル・エドゥアルド・ゴンサレス 2005-2007
- ルイス・ヴェラ
- ミゲル・アンヘル・メア・ヴィタリ
- ロナルド・バルガス
- アレハンドロ・ゲーラ
- フアン・コミンゲス
- エクトル・ビドリオ
- アルベルト・ロハス 2000-2002, 2004, 2006-2007

### FW
- ジオバンニ・サバレーゼ
- フアン・カルロス・レテリエル
- フェルナンド・アリステギエタ 2009-2013, 2017-2018